# Laki (flod)
Laki är ett vattendrag i Indonesien.   Det ligger i provinsen Jawa Barat, i den västra delen av landet, 160 km söder om huvudstaden Jakarta.